# Pépito Elhorga
Pépito Elhorga (Agboville, 6 gennaio 1978) è un rugbista a 15 francese, estremo del Bayonne.

## Biografia
Nato ad Agboville da madre ivoriana e padre francese, pescatore del villaggio basco di Saint-Jean-de-Luz, Elhorg crebbe nella città paterna, dove iniziò a praticare il rugby.
Divenuto professionista nel 1996, fu ingaggiato dal Biarritz, nel quale rimase tre stagioni, per poi spostarsi dai paesi Baschi e iniziare una lunga militanza nell'Agen, nel corso della quale divenne anche internazionale: nel 2001 esordì per la Francia, in un test contro la Nuova Zelanda.
Prese parte alla Coppa del Mondo di rugby 2003, classificandosi quarto con la Francia, dove segnò una meta contro gli All Blacks nella finale per il 3º posto, e vanta la partecipazione ai Sei Nazioni del 2004 e 2005, con la vittoria nel primo di essi, con il Grande Slam.
Al Bayonne dal 2008, dopo non essere stato convocato per la Coppa del Mondo di rugby 2007, vanta la più recente convocazione in Nazionale a quasi due anni dal suo incontro precedente del 2006.